# Commanderie de Salins
La commanderie de Salins est une commanderie hospitalière d'origine templière, édifiée au Moyen Âge, à Salins-les-Bains, dans l'actuel département du Jura, alors compris dans le comté de Bourgogne.
Elle est dévolue aux Hospitaliers de l'ordre de Saint-Jean de Jérusalem à la suite de la disparition des Templiers.

## Organisation
La commanderie de Salins se composait de la maison de Salins-les-Bains et de ses dépendances aux Usiers, à Vacaz, et pendant un temps à L'Étoile, Villette-lès-Arbois et Changin. Elle comprenait également les maisons de Saizenay, Amancey et Vuillecin (aujourd'hui dans le Doubs).
Elle eut notamment pour commandeur Joseph Toussaint d’Hannonville, possesseur du membre de Fontenotte, en 1784-1785. En 1787-1788, frère François-Joseph Toussaint d’Hannonville, comte de Bloise, chevalier de justice, commandeur des commanderies de Salins et de Virecourt, était procureur général et receveur du commun trésor de l’ordre au grand prieuré de Champagne.